# Леонардо, Хосе
Хосе́ Леона́рдо известный также как Джузепе Леонардо (исп. José Leonardo или Jusepe Leonardo; 1601, Калатаюд, Сарагоса — 1652, Сарагоса) — испанский художник эпохи барокко. Один из видных представителей Мадридской школы испанского барокко.

## Биография

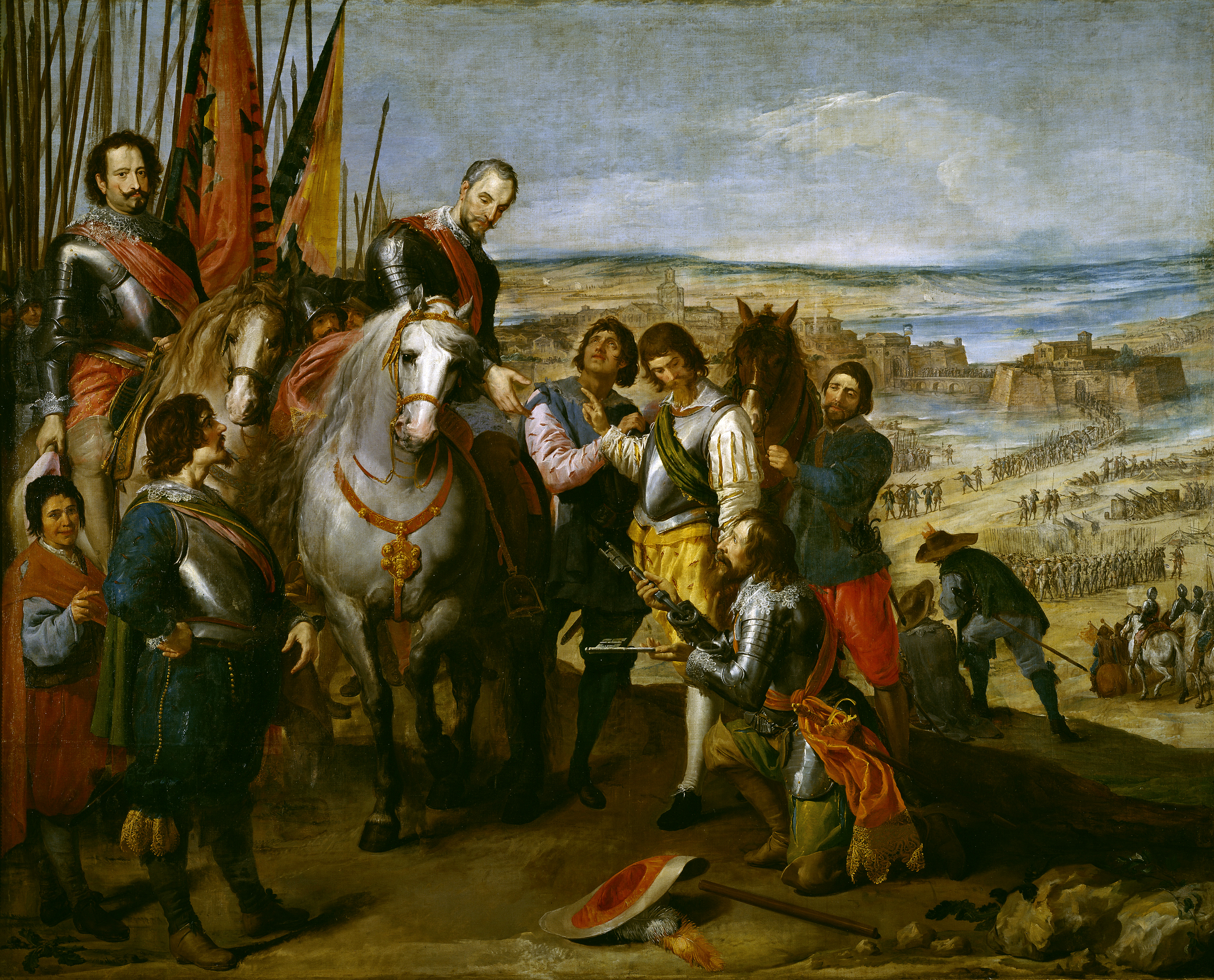
Сдача Юлиха. 1635, Музей Прадо

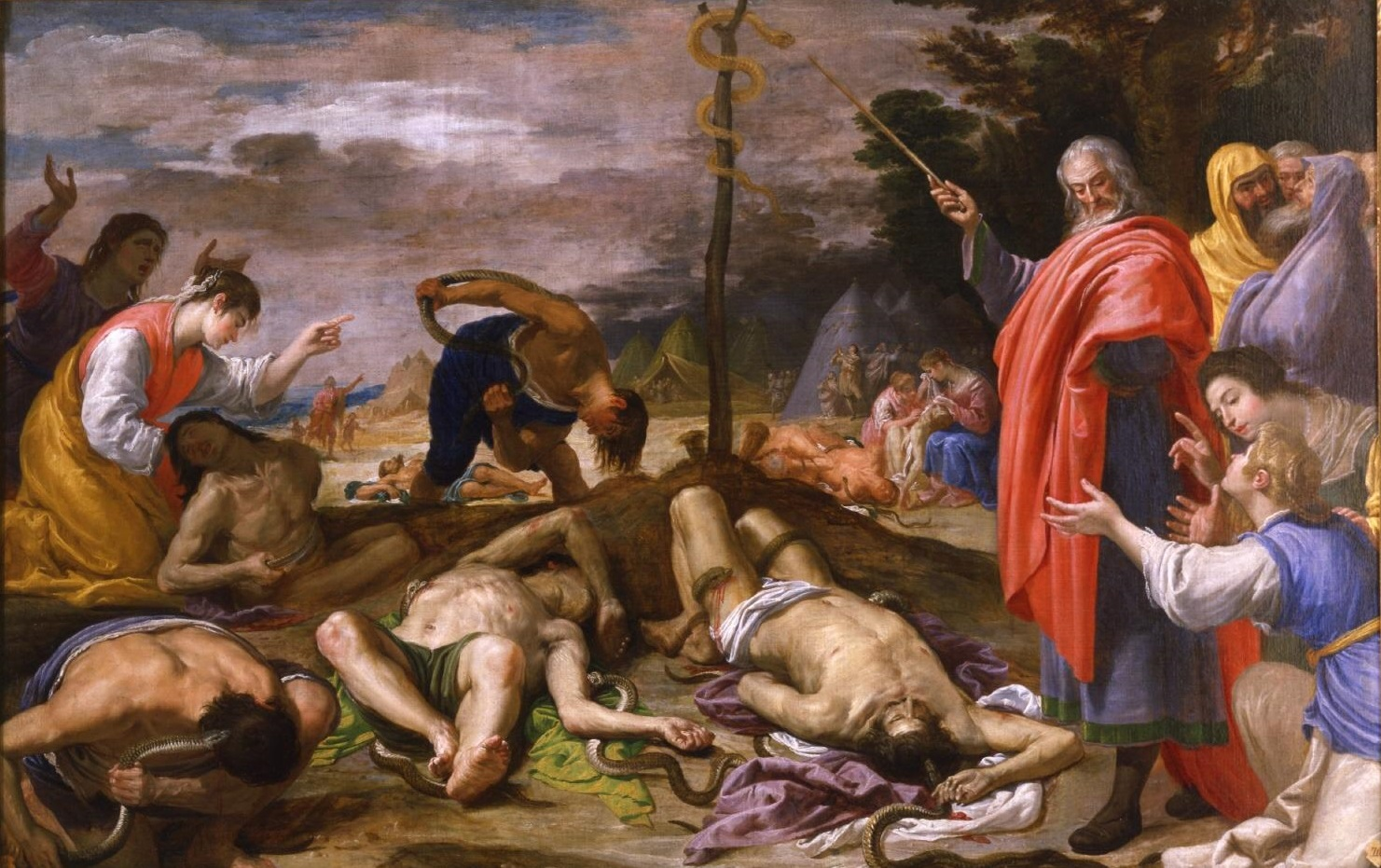
Медный Змей, Королевская академия изящных искусств Сан-Фернандо, 1630—1640

Ученик Эухенио Каксеса. Позже учился у Педро де лас Куэваса.
Стал известен своими батальными картинами. Автор ряда полотен на библейские и мифологические сюжеты.
Знакомство с творчеством Веласкеса привело к появлению в его работах улучшение цвета и световых эффектов.
Служил придворным художником короля, создавал полотна, предназначенные для украшения дворца Буэн-Ретиро.
Леонардо был одним из художников, которые внесли свой вклад в украшение Мадридского Алькасара, восстановленного испанским королём Филиппом IV.
Совместно с Феликсом Кастелло Леонардо расписал своды ризницы королевской часовни. Закончить украшение реликвария той же часовни в 1648 году не успел.
Страдал от алкоголизма, был одержим манией преследования и сошёл с ума. Позже его враги были обвинены в отравлении Леонардо.